# Полименореја
Полименореја (лат. Polymenorrhoea) или обилно и учестало крварење из материце са промењеним циклусом је поремећај ритма 28-дневног менструалног циклуса, у коме он траје од 21 до 24 дана и праћен је  обилним и учесталим крварењем из материце. Полименореја може може бити физиолошка појава или је симптом основне болести. Уколико циклуси трају између 21 и 23 дана, овулације могу бити очуване, док се код циклуса краћих од 21 дана, може очекивати њихов потпуни изостанак. Обично се скраћивање менструалног циклуса дешава на рачун пролиферативне фазе, јер је трајање секреторне фазе прилично константан и износи 14 ± 2 дана. Понекад код полименореје жена може доживети два кратка циклуса у истом месецу.
Узроци полименореје су хормоналне природе, проистичу из недовољно усклађеног међусобног дејства хормона, предњег режња хипофизе и хормона јајника. Важни показатељи о трајању и размери поремећаја циклуса могу се често добити из анамнезе, мерења базалне температуре, као и хормонских анализа.
Полименореја је излечива ако је основни узрок излечив, што је обично случај код већине жена.

## Опште информације
Под нормалним условима, после овyлације и након секреторне фазе, услед пада концентрације прогестерона долази до настанка менструације.
Менструација је љуштење и откидање слузнице ендометријма, која се код жена догађа редовно између менархе и менопаузе.  Менструални циклус је време између првог дана једне меснтруације и првог дана следеће менструације, укључујући и дане крварења.
Према Националном институту за здравље, типичан менструални циклус траје између 21-35 дана. Када се појави менструација крварење траје између 2-6 дана, са просечном количином губитка крви који је 20–80 милилитара.
Сматра се да је менструални циклус неке особе неправилан ако постоји значајна варијација у дужини трајања циклуса који се код полименореје описује као „ обилно и учестало крварење из материце са промењеним циклусом“ ако особа није трудна.

## Епидемиологија
Отприлике једна трећина свих медицинских прегледа код гинеколога укључује обилно и учестало крварење из материце са промењеним циклусом при чему се тај проценат повећава на 70% у годинама око менопаузе.
Полименореја се најчешће сусреће током пубертета и менопаузе. Са смањењем хормонске функције, полименореја након кратког времена у пубертету се замењује нормалним циклусима.  
Кратки периоди менструације код полименореје утичу на плодност код жена јер смањују време између овулације и оплодње  због ране овулације.    

## Етиологија
Полименореја настаје чешће након 35. године живота, као последица:
- скраћења фоликуларне фазе (1. фаза циклуса) када су гонадотропини које лучи хипофизу (фоликулостимулирајући хормон – ФСХ и лутеинизирајући хормон – ЛХ) релативно повишени, а фаза жутог тела се одвија уредно,
- скраћења лутеалне фазе (2. фаза циклуса) када су снижене вредности прогестерона,
- ановулацијских циклуса.

У сваком појединачном случају могу бити присутни и поремећаји различитих ендокринолошких регулационих механизама, али и патолошке промене у ендометријуму:  
- фиброиди
- полипи
- аденомиоза , стање у којем се унутрашња слузница материце пробија кроз мишићни зид материце
- малигнитет, што је присуство рака или малигног тумора
- коагулопатија, стање у којем крв има смањену способност згрушавања,
- полно преносиве болести.

Такође је већа учесталост полименореје код жена које болују од срчаних обољења, која иначе представљају и фактор ризика за многе болести.  
Према једној студији лезије ендометријума праћене полименорејом су укључивале хиперплазију ендометријума (24,7%), хронични неспецифични ендометритис (13%), полип ендометријума (1,2%), лезије ендометријумаа узрокована пилулама (2,3%) атрофични ендометријум (0,8%) ендометријум у менопаузи, сквамозну метаплазију, сквамози хориокарцином (0,4%).
Међу осталим могућим узроцима полименореје спадају:
- ендокрини дисбаланс,
- проблеми са хипоталамусом или хипофизом,
- синдром полицистичних јајника,
- узимање контрацепцијских пилула,
- присуство тумора материце (фиброиди, полипи грлића материце или ендометријума, фиброиди),
- промене у секрецији прогестероно.
- јатрогени узроци, који су последица дијагностичких процедура или третмана, као што су интраутерини уложак (ИУД) или хормонски лекови, као што је контрола рађања.

Полименореја такође може бити симптом предстојеће менопаузе.
Спорадични облици
Полименореја се може јавити спорадично, а последица су непредвиђени узроци, као што су:   
- период одређеног стреса,
- промена годишњег доба,
- нагла промена у исхрани.

Узроци овог типа могу довести до различитих типова промена у менструалном циклусу: дуготрајних обилатих токова, кашњења менструације или, у случају полименореје, њихове прогресије. Ако је то једнократна појава, не би требало да изазове посебну забринутост.  

## Патофизиологија
Крварење из материце долази из ендометријума , слоја слузокоже који облаже материцу и реагује на хормонске промене менструалног циклуса. Функција естрогена је да изазове раст и развој ендометријума, што се зауставља током друге половине менструалног циклуса деловањем прогестерона који лучи жуто тело непосредно након овулације. 
Ановулаторни циклуси који нису праћени овулацијом, формирањем жутог тела или производњом прогестерона, тако да естроген остаје пропорционално знатно изнад прогестерона, што доводи до тога да ендометријум наставља да расте и постаје абнормално густ (хиперпластичан) што изазивање више крварења него обично. 
Ови случајеви су чести у првим менструацијама током пубертета и у месецима око менопаузе.

## Клиничка слика
Симптоми полименореје осим раног доласка менструалног циклуса  нису специфични и слични су симптомима, предменструалног синдрома, који се веома разликују код жена у репродуктивном добу. Код неких жена симптоми могу бити оштрији и болнији, код других врло благи и једва приметни.
Најчешћи симптоми који комбинују полименореју са предменструалним синдромом (као и друге облике неправилних циклуса) су:
- грчеви
- оток у стомаку,
- анемија,
- напетост и бол у дојкама,
- главобоља и умор или исцрпљеност,
- бол у мишићима и костима,
- мучнина,
- раздражљивост,
- промене расположења,
- задржавање воде (оток).

Током перименопаузе и менопаузе, женско тело пролази кроз неколико хормонских промена које доводе до вагиналних здравствених стања као што је полименореја. У перименопаузном периоду (око четрдесетих година) који води до менопаузе, већина жена доживљава симптоме који укључују промене расположења, повећање телесне тежине и нередовне менструације.

## Дијагноза
Дијагноза полименореје се поред анамнезе и физичког плреглед може поставити уз помоћ следечих медицинских тестова:
- Ултразвучни преглед
- Хистероскопија
- Биопсија ендометријума
- Сонохистерографија
- ЦТ скенирање

## Терапија
Код жена са краћим циклусима спроводи се хормонско лечење које продужава интервал између појединих менструација. Терапија се спроводи неколико месеци,  наизменичном применом естрофена и прогестерона да би се створили вештачки ановулаторни циклуси.
Ако је узрок полименореје прекратка фаза секреције  терапија спроводи давањем прогестерона у другој фази циклуса или,  индукцијом вештачких циклуса у трајању од неколико месеци.
Вештачки циклуси изазвани наизменичном применом естрогена и прогестерона се такође користе у случајевима полименореје у којој нема овулације. Ако је полименореја резултат ановулације у стерилном браку, треба је лечити индукцијом овулације.
Чешћим укључивањем у сексуалну активност током овулације може се повећати  шанса да жена са полименорејом затрудни. У том смислу сматра се корисним да жене прате овулацију помоћу тестова ако открију да су им циклуси неправилни.

## Полименореје и трудноћа
Жене са полименорејом теже затрудне јер је циклус овулације много краћи него иначе. Током кратких периода, овулација се дешава много раније него што би требало и често је прилично нередовна јер се јавља у различито доба месеца. Фазу овулације прати лутеална фаза. У нормалним случајевима, ова лутеална фаза одговара менструалном циклусу, али у овом случају, пошто је овулација кратка, долази до неслагања. Следећа фаза циклуса је лутеална фаза која прати фазу овулације.
Неке жене узимају контрацепцијске пилуле да продуже лутеалну фазу, али оне су често неефикасне јер такође ометају овулацију. Међутим, то не значи да жене са полименорејом не могу да затрудне. Гинеколог може прописати одговарајуће лекове или неке од метода вештачке оплодње, који ће помоћи да се жена носи  са неплодношћу и кратким менструалним циклусом.